# Micronematobotrys
Micronematobotrys es un género de hongos de la familia Pyronemataceae. Es monotípico, su única especie es Micronematobotrys verrucosus.  Es propio del monte Dongling, cerca de Beijing, China, donde se le encontró sobre ejemplares de Quercus liaotungensis y Ulmus macrocarpa.